# 沙帕达-达纳蒂维达迪
沙帕达-达纳蒂维达迪是巴西托坎廷斯州的一个市镇。总面积1671.256平方公里，总人口3680人，人口密度2.2人/平方公里。